# 三重化糧
三重化糧株式会社（みえかりょう）は三重県三重郡川越町高松に立地する企業である。

## 創業
創業は1907年（明治40年）4月で米飴・水飴・ぶどう糖・ぶどう糖果糖液糖・オリゴ糖の新しい技術を導入して、自然食品を原料としている。昭和戦後期の資本金は5000万円である。主要製品は水あめ及び糖成分ぶどう糖と普通ぶどう糖で特殊製品酒造ブドウ糖や液状ブドウ糖や氷糖蜜である。初代渡辺徳之助が高松村で穀物を原料として麦芽法水あめの製造事業の地場産業企業のかねいの企業名として商標登録をした。経営者家系の高松渡辺家は代々社長が渡辺徳之助を襲名している。川越町内に川村家創業家の川村東洋化学企業と東海製糖企業などの水飴産業の水飴製造企業がある。

## 年表
- 1924年（大正13年）3月に会社組織に改め、三重製飴合資会社の社名となった。
- 1939年（昭和14年）1月には酸糖化法製造方法を開始した。
- 1944年（昭和19年）5月に農林省指定工場となった。
- 1947年に三重製飴株式会社になり1961年には社名を三重化量株式会社に変更する。

## 会社事業
製品の販路は広島県から北海道地域の東京都・大阪府・名古屋市の大都市とその周辺都市へ出荷されている。事業内容は水飴・ぶどう糖・オリゴ糖・異性化液糖・各種シロップ・清涼飲料水・健康食品素材 製造販売である。資 本 金8,400万円に増資している。従業員数は平成期にネット事業部門を一時創設して37名である。